# Ghost (Roman)
Ghost (englischer Originaltitel: The Ghost) ist ein 2007 erschienener Roman des britischen Schriftstellers Robert Harris. Es geht um die Arbeit eines Ghostwriters, der durch Neugier in Lebensgefahr gerät.

## Handlung
Der Ich-Erzähler ist ein Londoner Ghostwriter, der völlig überraschend das Angebot bekommt, die Memoiren des ehemaligen Premierministers Adam Lang (der deutlich als Tony Blair zu erkennen ist) zu verfassen. Dieser regierte Großbritannien so lange wie kein anderer Premierminister zuvor. Für seine Lebenserinnerungen soll Lang von einem amerikanischen Verleger 10 Millionen Dollar bekommen. Das jedoch unter zwei Bedingungen: Das Buch soll innerhalb von zwei Jahren veröffentlicht werden und Lang soll schonungslos über die Zeit des Terrors berichten. Dafür hatte Lang seinen ehemaligen Berater Michael McAra als Ghostwriter engagiert. Um das Projekt voranzubringen, hatte sich Lang mit Frau, Privatsekretärin und Ghostwriter auf den Feriensitz seines Verlegers auf Martha’s Vineyard zurückgezogen. Doch dann wurde McAra ertrunken aufgefunden.
Der neue Ghostwriter – eigentlich ein Experte für Showstars und Sportler – soll in wenigen Wochen und unter höchster Geheimhaltung das dröge Manuskript McAras fertigstellen. Als er zu Langs Aufenthaltsort auf Martha’s Vineyard reist, werden in den Medien Meldungen verbreitet, dass Lang vor das Kriegsverbrechergericht in Den Haag gestellt werden soll. Die Situation wird für den Ghostwriter dadurch noch gespannter, gleichzeitig fordert der Verlag, dass das Buch noch schneller fertig werden soll, um von dem zu erwartenden Medienrummel zu profitieren. Als der Ghostwriter bei den Gesprächen mit Lang auf Ungereimtheiten stößt und zufällig Dokumente findet, die den Darstellungen Langs widersprechen, macht er sich daran, selbst zu recherchieren. Dabei entdeckt er, was auch sein Vorgänger offenbar auf Kosten seines Lebens herausgefunden hatte: dass Lang tief mit der CIA verstrickt ist und sich deswegen in allem Washington fügte. Eine Veröffentlichung dieser Information hätte weltpolitische Konsequenzen. Der Ghostwriter muss daher um sein Leben fürchten.

## Rezeption
Gina Thomas nennt das Buch „polemisch, spannend, pikant“ in der FAZ. Nach Jörg Kijanski von krimi-couch.de „werden etliche [inhaltliche] Aspekte dieses Romans auch recht oberflächlich behandelt.“

## Verfilmung
Der Roman wurde 2010 von Roman Polański unter dem Titel Der Ghostwriter verfilmt.

## Ausgaben
- Robert Harris: The Ghost. A Novel. Hutchinson, London 2007, ISBN 978-0-09-179626-6.
- Robert Harris: Ghost. Übersetzt von Wolfgang Müller, Hardcover, Heyne Verlag, München 2007, ISBN 978-0091921101.
- Robert Harris: Ghost. Übersetzt von Wolfgang Müller, Taschenbuch, Heyne Verlag, München 2008, ISBN 978-3453406148.
- Robert Harris: Der Ghostwriter. Übersetzt von Wolfgang Müller, Taschenbuch, Heyne Verlag, München 2010, ISBN 978-3-453-50380-9.

## Hörbücher
- Robert Harris: The Ghost. Audio Book. Random House Audio, London 2007, ISBN 978-1-8465-7096-4 (5 CDs, gelesen von Robert Glenister).

- Robert Harris: Der Ghostwriter. Hörbuch („The Ghost“). Gekürzte Lesung. Random House Audio, Köln 2007, ISBN 978-3-86604-706-8 (6 CDs, gelesen von Hannes Jaenicke).